# Trasporti in Canada
Il sistema dei trasporti in Canada si è sviluppato basandosi principalmente sul trasporto e commercio delle materie prime che ha portato alla realizzazione di un complesso sistema comprendente oltre 1,4 milioni di km di strade, dieci aeroporti internazionali e 300 piccoli aeroporti, 72.093 km di ferrovie, e oltre 300 porti e approdi commerciali che consentono l'accesso all'Oceano Pacifico, a quello Atlantico e a quello Artico, oltre alla possibilità di scambi attraverso i Grandi laghi e la St. Lawrence Seaway. Nel 2005, il settore dei trasporti costituiva il 4,2% del PIL del Canada, maggiore addirittura del 3,7% derivato dal settore minerario e petrolchimico.
La Transport Canada sorveglia e regola la maggior parte degli aspetti giuridici riguardanti i trasporti ed è sotto la direzione del Ministero dei Trasporti del governo federale canadese. La Transportation Safety Board of Canada è invece responsabile della manutenzione delle strutture e della sicurezza dei trasporti attraverso controlli degli incidenti, ricerche e studi.
| Industria dei trasporti, 2005      | Industria dei trasporti, 2005        |
| Industria                          | Percentuale di PIL dei trasporti (%) |
| ---------------------------------- | ------------------------------------ |
| Trasporti su aereo                 | 9                                    |
| Trasporti su rotaia                | 13                                   |
| Trasporti su acqua                 | 3                                    |
| Trasporti su strada                | 35                                   |
| Transito e trasporto di passeggeri | 12                                   |
| Trasporti via gasdotto             | 11                                   |
| Sostegno ai trasporti              | 17                                   |
| Totale                             | 100                                  |

## Strade

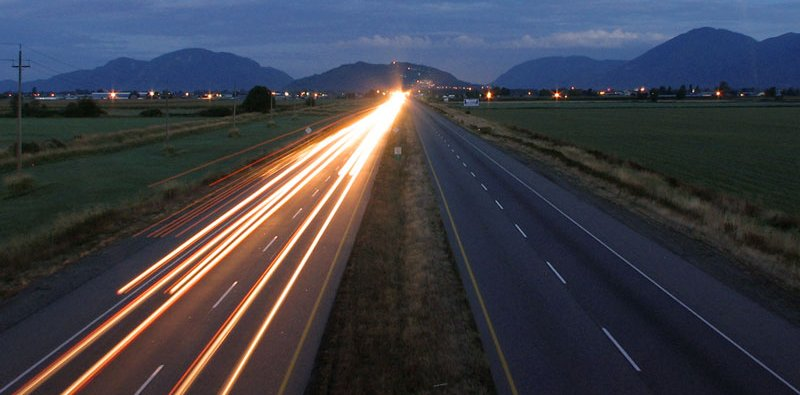
L'autostrada Trans-Canada a Chilliwak (BC)

In totale ci sono circa 1.542.300 chilometri di strade in Canada, dei quali 754.600 chilometri sono asfaltati, inclusi 17.000 chilometri di strade a scorrimento veloce). Dagli ultimi dati del 2011 risulta che sono 787.700 i chilometri invece non asfaltati.
Sempre nel 2011 risultavano esserci 21.489.843 veicoli registrati sul suolo canadese, dei quali il 96,1% erano veicoli sotto le 4,5 tn, il 2,3% invece era di veicoli fra le 4,5 e le 15 tonnellate e ancora un 1,6% di veicoli oltre alle 15 tonnellate. È stato calcolato che in totale questi chilometri abbiano percorso circa 326,14 miliardi di chilometri, dei quali 296,9 miliardi erano veicoli sotto le 4,5 tonnellate, 7,4 miliardi fra le 4,5 e le 15 tonnellate, e 21,8 miliardi da parte dei veicoli di peso maggiore alle 15 tonnellate.
I veicoli circolanti in Canada, sempre secondo i dati del 2011, avrebbero consumato all'incirca un totale di 31,1 miliardi di litri di benzina e 10,1 miliardi di litri di diesel. I mezzi di trasporto su gomma rappresentano ben il 35% del PIL generato dal settore dei trasporti, più del 25% derivante dal trasporto su rotaia, acqua e aria sommate insieme. Pertanto le strade sono il principale mezzo di trasporto per passeggeri e per merci in Canada.

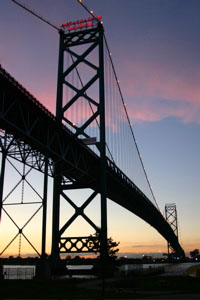
L'Ambassador Bridge, fra Windsor, Ontario e Detroit (Michigan).

Le strade e le autostrade erano di solito gestite dalle autorità regionali e comunali, fino alla costruzione della Northwest Highway System (l'autostrada dell'Alaska) e l'inizio del progetto della Trans Canada Highway. L'autostrada dell'Alaska fu iniziata nel 1942, ossia durante la Seconda guerra mondiale a scopo soprattutto militare, per unire le località di Fort St. John, Columbia Britannica con Fairbanks, in Alaska. L'autostrada transcontinentale, finanziata da una joint venture fra stato e regioni, fu iniziata invece nel 1949, appoggiata dal decreto nominato Trans Canada Highway Act, emanato il 10 dicembre 1949. I 7.821 chilometri di autostrade vennero ultimati nel 1962, con un esborso totale di ben 1,4 miliardi di dollari.
A livello di trasporti con l'estero, il Canada ha ottimi collegamenti stradali con i 48 stati a sud e con l'Alaska. Oltre al ministero dei trasporti federale, che gestisce tutto il sistema viabilistico del paese, vi sono anche ministeri a livello regionale, come in Ontario e in Nuovo Brunswick. Questi apparati a differenza del ministero, riescono a intervenire meglio sui problemi di manutenzione e di viabilità locale delle strade e autostrade. La legislazione canadese sul tema delle autostrade è regolata del Motor Vehicle Safety Act, promulgato nel 1971, e dall'Highway Traffic Act, del 1990. Le strade canadesi sono molto sicure, e il tasso di mortalità sulle strade è di molto inferiore a quello di altri stati occidentali..

## Aeroporti
Solo il 16.4% dei Canadesi utilizza l'aereo per lunghi viaggi, ovvero sopra le 6 ore. Il trasporto su aria contribuisce con il 9% del PIl derivante dal settore dei trasporti, come quanto affermano i dati del 2005. il maggior vettore dello stato è la compagnia di bandiera dell'Air Canada, che nel 2006 è stata scelta da 34 milioni di viaggiatori, e dispone di ben 344 aeromobili (inclusi quelli della Air Canada Jazz). La WestJet è la seconda compagnia del Canada, è nata nel 1996, e dispone di 73 aeroplani. L'industria aeronautica canadese ha subito una notevole svolta dopo gli accordi dell'US-Canada Open Skies Agreement firmato nel 1995, quando il mercato venne fatto diventare più competitivo per le aziende.
La Canadian Transportation Agency si occupa dei funzionari incaricati di mantenere gli standard minimi di sicurezza degli aeromobili, e di condurre ispezioni periodiche di tutti i vettori aerei.

### Aeroporti principali
Degli oltre 1.700 aeroporti, eliporti, e idroscali registrati sul suolo canadese, 26 sono sotto la gestione attente del National Airports System (NAS): questo apparato si occupa di tutti quegli aeroporti che fanno volare oltre 200.000 persone ogni anno, in pratica gli aeroporti delle città più popolose o che sono capitali di qualche provincia. Per questi aeroporti il governo federale affida la gestione a compagnie private. Nella scala d'importanza, dopo i ventisei maggiori, vi sono 64 aeroporti regionali/locali in precedenza di proprietà del governo federale, la maggior parte dei quali sono stati trasferiti ad altri proprietari (soprattutto ai comuni).
Sotto viene presentata una tabella con i 10 maggiori aeroporti del Canada per numero di passeggeri (dati del 2007). L'aeroporto internazionale di Toronto-Pearson è il più trafficato aeroporto del Canada, ed è l'unico a superare la simbolica soglia dei 30 milioni di viaggiatori, facendolo diventare l'unico scalo canadese fra i più importanti al mondo. Nel 2007, 94,5 milioni di passeggeri hanno volato partendo dai dieci maggiori aeroporti del Canada.

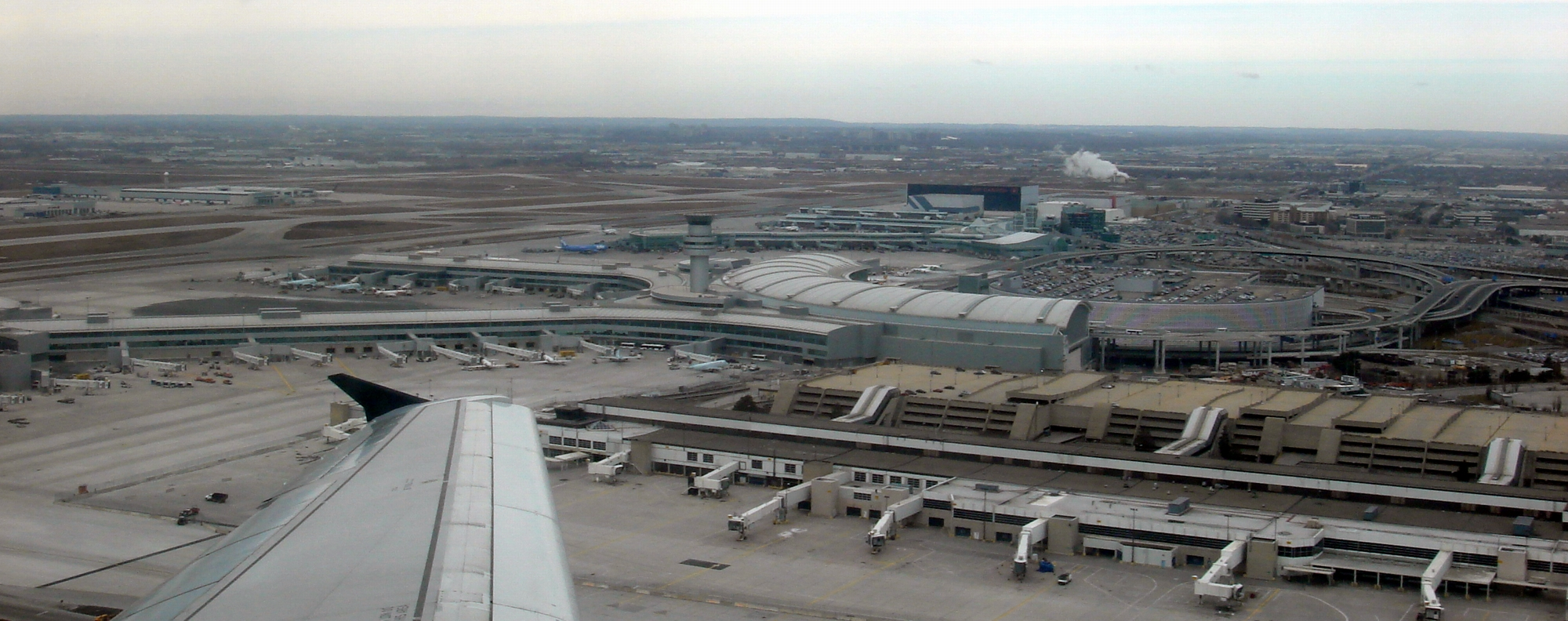
Il Toronto Pearson

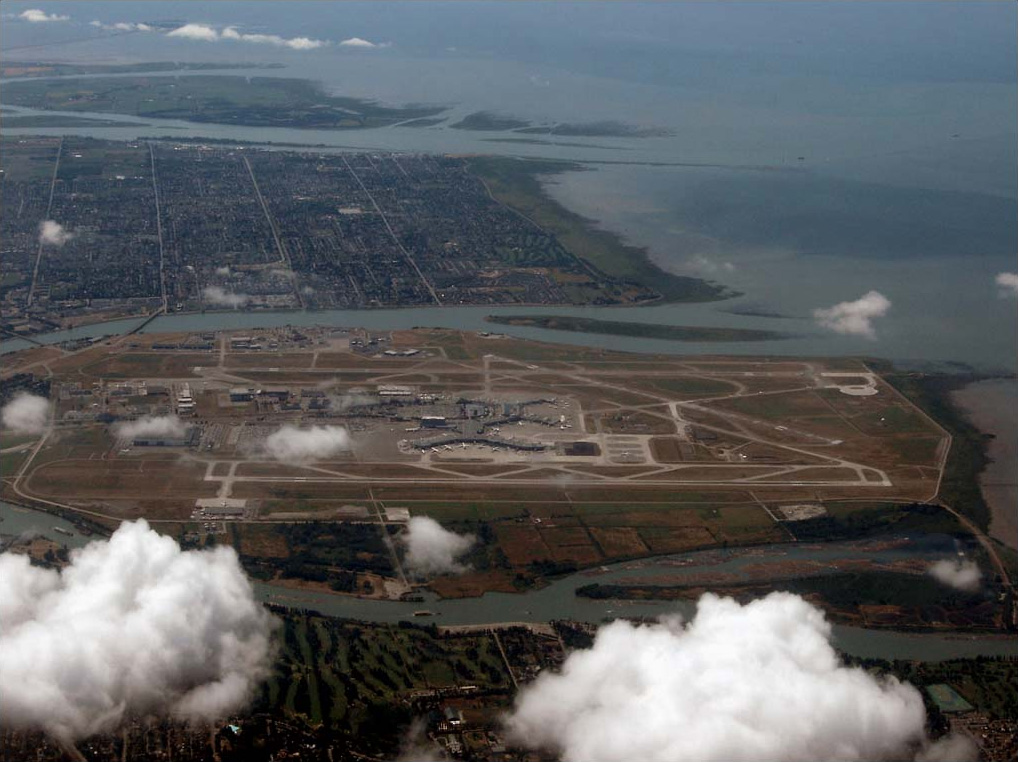
Il Vancouver International.

| Pos. | Aeroporto                                                       | Località                       | Passeggeri totali | incremento annuale |
| ---- | --------------------------------------------------------------- | ------------------------------ | ----------------- | ------------------ |
| 1    | Aeroporto internazionale di Toronto-Pearson                     | Toronto, Ontario               | 31,507,349        | 1.7%               |
| 2    | Aeroporto internazionale di Vancouver                           | Vancouver, Columbia Britannica | 17,495,049        | 3.4%               |
| 3    | Aeroporto internazionale di Montréal-Pierre Elliott Trudeau     | Montréal, Québec               | 12,407,934        | 8.3%               |
| 4    | Aeroporto internazionale di Calgary                             | Calgary, Alberta               | 12,240,786        | 8.5%               |
| 5    | Aeroporto internazionale di Edmonton                            | Edmonton, Alberta              | 6,065,117         | 16.3%              |
| 6    | Aeroporto internazionale di Ottawa Macdonald-Cartier            | Ottawa, Ontario                | 4,092,458         | 7.4%               |
| 7    | Aeroporto internazionale di Winnipeg James Armstrong Richardson | Winnipeg, Manitoba             | 3,565,501         | 8.7%               |
| 8    | Aeroporto internazionale di Halifax                             | Halifax, Nuova Scozia          | 3,469,062         | 2.7%               |
| 9    | Aeroporto internazionale di Victoria                            | Victoria, Columbia Britannica  | 1,481,606         | 6.6%               |
| 10   | Aeroporto internazionale di Kelowna                             | Kelowna, Columbia Britannica   | 1,363,239         | 11.1%              |

## Ferrovie

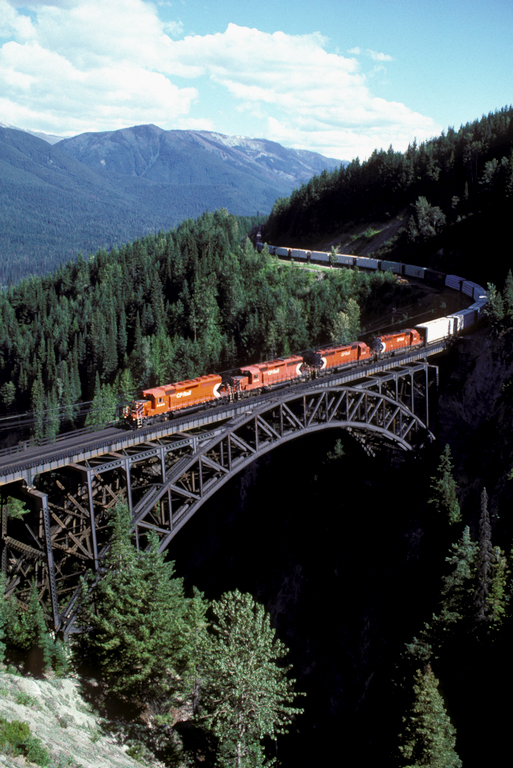
Un convoglio della CPR presso il Rogers Pass.

Nel 2006, il Canada disponeva di un totale di 72.131 chilometri di rotaie per il trasporto passeggeri e merci, dei quali 31 km elettrificati. Sempre nello stesso anno, il trasporto passeggeri a lunga percorrenza risultava limitato, mentre il trasporto di merci era più diffuso.
Il giro d'affari complessivo delle linee ferroviarie canadesi nel 2006 era di 10,4 miliardi di $, dei quali solo il 2,8% proveniva da servizi di trasporto passeggeri. La Canadian National e la Canadian Pacific Railway sono le due compagnie più famose e importanti, ed entrambe sono fra le maggiori compagnie del settore di tutto il Nord America. Nel 2006 sono state trasportate su rotaia circe 352 miliardi di tonnellate di merci, mentre 4,24 milioni di passeggeri hanno viaggiato attraverso i treni. Nell'industria ferroviaria nel 2006 erano impiegate 34.137 persone.
I servizi di trasporto nazionale per passeggeri sono garantiti dalla Crown corporation VIA Rail. re città canadesi dispongono di linee regionali private: nell'area metropolitana di Montréal agisce la AMT, nell'area invece di Toronto opera la GO Transit, mentre infine a Vancouver il servizio è garantito dalla West Coast Express. Vi sono anche altre piccole compagnie, come la Ontario Northland e la Algoma Central, che unisono aree prevalentemente rurali e poco abitate.
Il Canada dispone di allacciamenti ferroviari con tutti i 48 Stati Uniti meridionali, ma non dispone di collegamenti diretti con l'Alaska, se non si esclude il servizio di traghetto con partenza a Prince Rupert, in Columbia Britannica, sebbene già in passato fosse stata promossa l'idea di costruire una linea diretta con lo stato americano.

## Corsi d'acqua

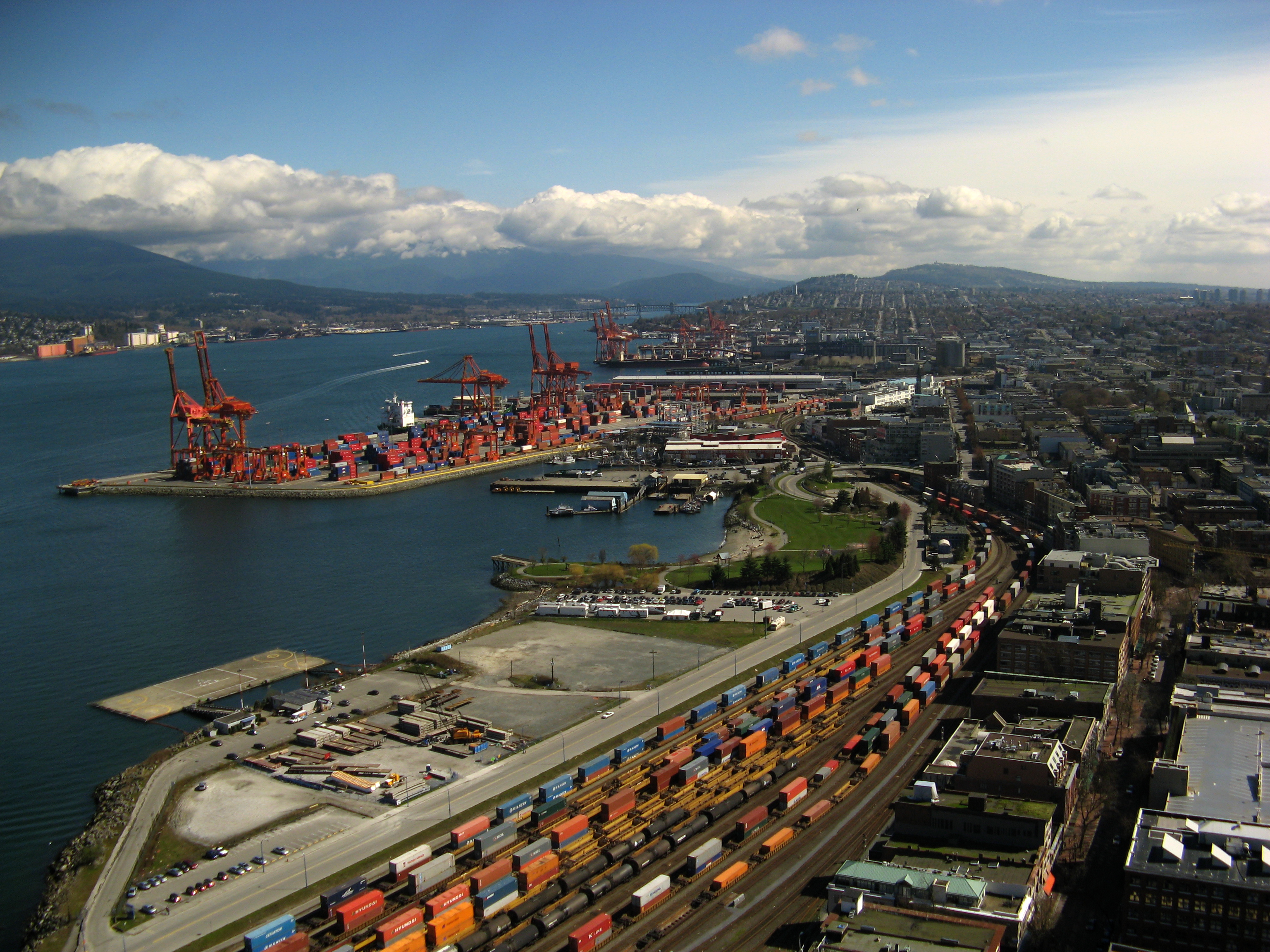
il porto di Vancouver

Nel 2004, attraverso i porti canadesi sono stati caricati e scaricati 137,7 milioni di tonnellate di cargo.  Il Porto di Vancouver è il più trafficato del Canada, con oltre 68 milioni di tonnellate di merci scambiate, equivalenti al 15% di tutti gli scambi commerciali marittimi dell'anno 2003.
La Transport Canada si occupa di molti aspetti riguardo al controllo delle merci in arrivo negli scali nazionali, curando anche la manutenzione dei mezzi, e il traffico in entrata e in uscita. Molti dei porti canadesi, per quanto riguarda la gestione, sono stati affidati dal governo federale a compagnie private.
I corsi d'acqua interni sono di circa 3.000 chilometri, inclusa la Saint Lawrence Seaway. La Transport Canada favorisce i controlli sui corsi d'acqua e si preoccupa della sicurezza della navigazione.

### Traghetti
- Servizi di trasporto passeggeri

Dall'Isola di Vancouver all'entroterra.
Dalle comunità della Sunshine Coast fino all'Alaska.
Servizio internazionale fino a Saint-Pierre e Miquelon.
- Traghetto per automobili

Dalla Nuova Scozia a Terranova e Labrador.
Dal Québec a Labrador.
Dal Labrador all'isola di Terranova.
- Traghetto per treni

Dalla Columbia Britannica all'Alaska e a Washington.

### Canali

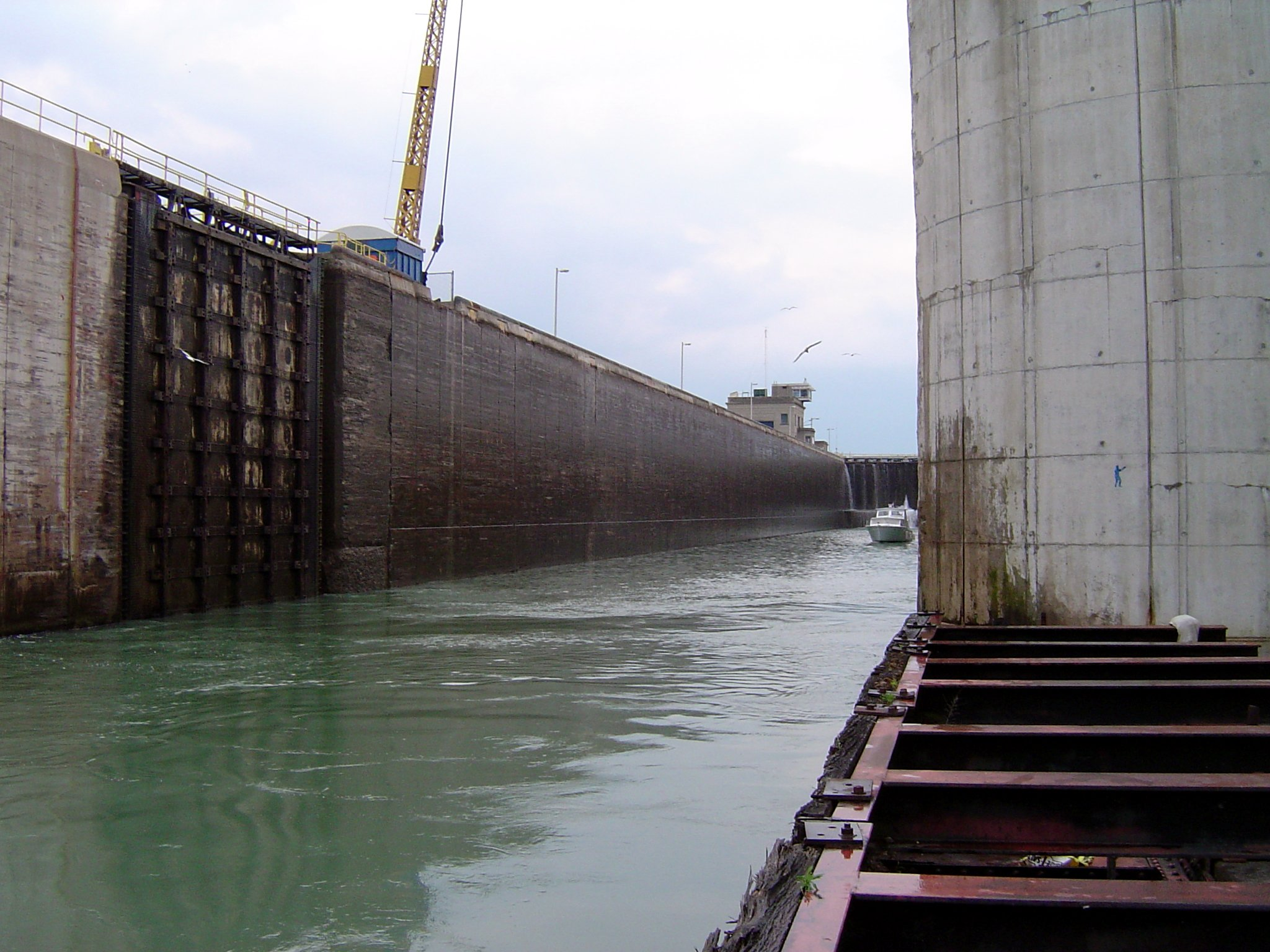
Il canale di Welland, presso Port Weller.

Il corso d'acqua del San Lorenzo è uno dei più grandi percorsi per la navigazione nell'entroterra al mondo. Il percorso principale intrapreso dagli scafi passa infatti attraverso il fiume e attraverso i Grandi laghi.  Vi sono anche altri canali, ma di minore importanza.
- Idrovia del San Lorenzo
- Canale di Welland
- Soo Locks
- Trent-Severn Waterway
- Canale Rideau

### Porti e approdi

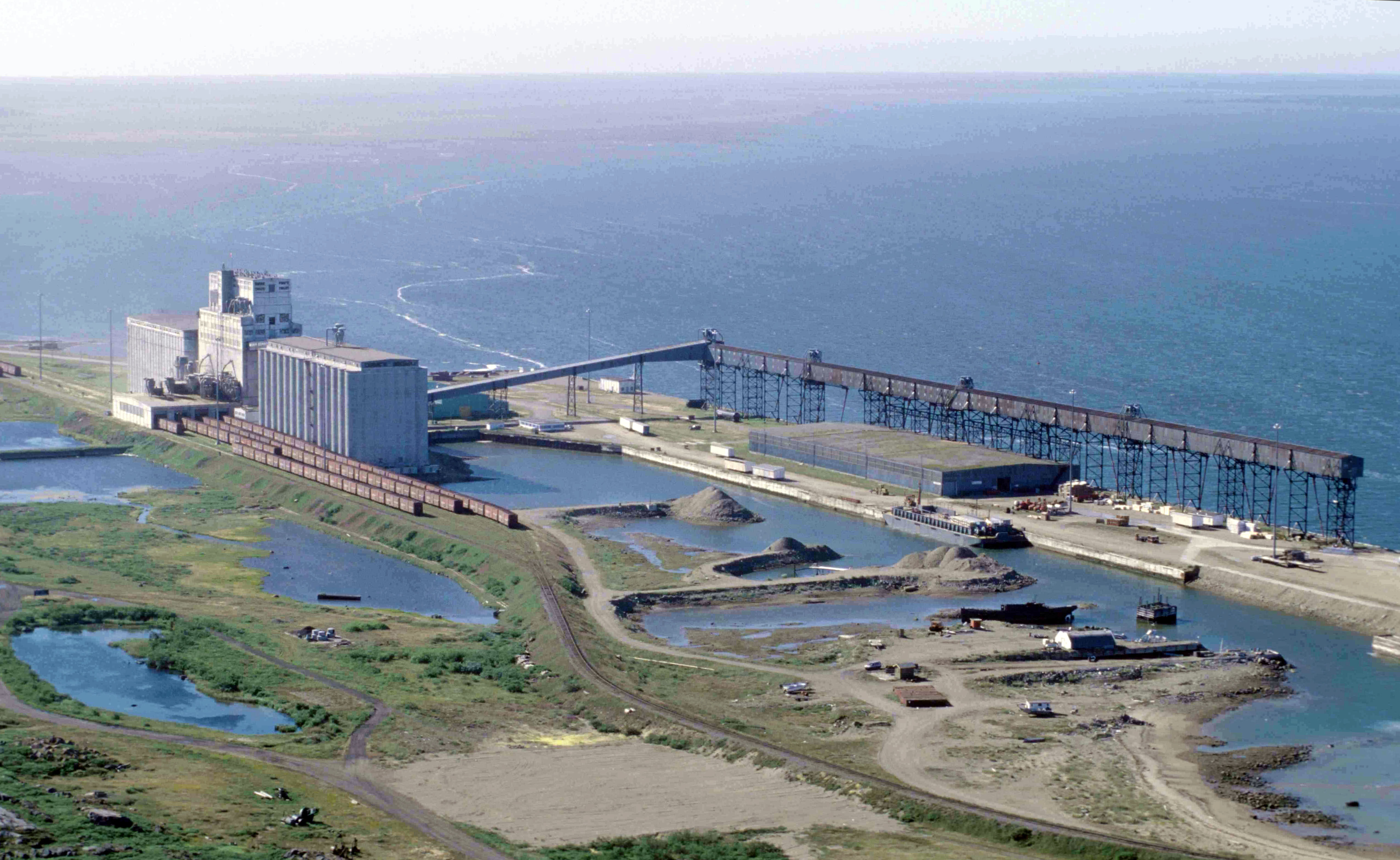
Il porto di Churchill, in Manitoba

La National Harbours board amministra gli scali di Halifax, Saint John, Chicoutimi, Trois-Rivières, Churchill, e di Vancouver. Oltre 300 porti in tutto il Canada sono supervisionati dal Dipartimento dei Trasporti.

#### Costa occidentale
- Victoria, Columbia Britannica
- Vancouver, Columbia Britannica
- New Westminster, Columbia Britannica
- Prince Rupert, Columbia Britannica

#### Costa orientale
- Halifax, Nuova Scozia
- Saint John, Nuovo Brunswick
- St. John's, Terranova e Labrador
- Sept-Îles, Québec
- Sydney, Nuova Scozia
- Botwood, Terranova e Labrador

#### Costa settentrionale e zona centrale
- Bécancour, Québec
- Churchill, Manitoba
- Hamilton, Ontario
- Montréal, Québec
- Québec, Québec
- Trois-Rivières, Québec
- Thunder Bay, Ontario
- Toronto, Ontario
- Windsor, Ontario

### Marina mercantile
La Marina mercantile del Canada comprende un totale di 173 imbarcazioni, con 716.340 tonnellate/metriche di peso a vuoto. La situazione è aggiornata alla fine del 2007.

## Gasdotti
I gasdotti sono un importante elemento nelle attività petrolchimiche, soprattutto per il trasporto in tutto il Canada di gas naturale, gas liquido, petrolio, e di altri tipi di idrocarburi utilizzati nelle industrie.
Il Canada ha 23.564 chilometri di gasdotti per il trasporto di petrolio naturale e raffinato, e anche di 74.980 chilometri di gasdotti per il trasporto del GPL.

## Trasporti urbani

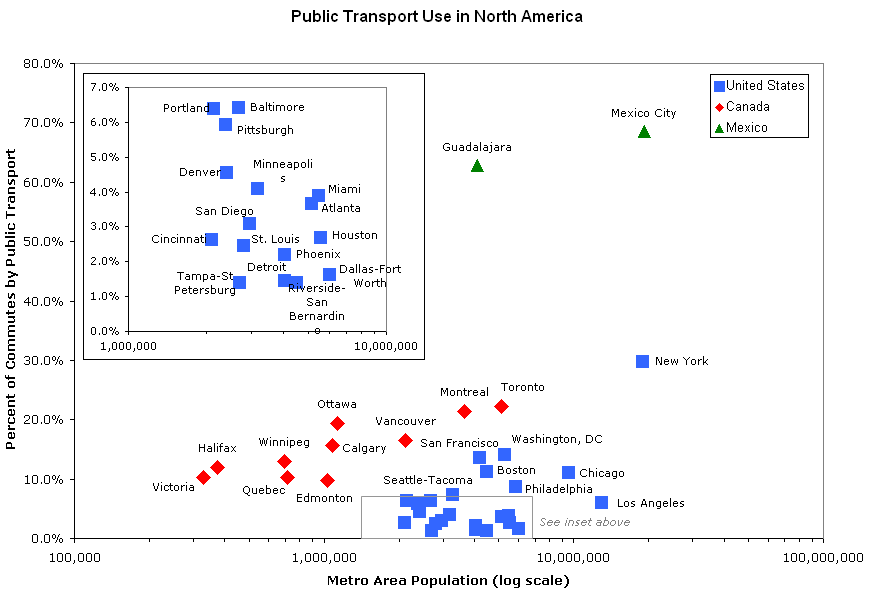
Alcune città nordamericane disposte per grandezza sull'asse x, e l'uso dei mezzi pubblici sull'asse y. Il Canada ha più mezzi pubblici di città americane della stessa grandezza, ma meno rispetto a New York e altre grani città del Messico.

Molte delle città del Canada dispongono di sistemi pubblici di trasporto, generalmente sono dei bus. Sei città canadesi invece dispongono di una rete di metropolitana, mentre ancora tre città dispongono di sistemi ferroviari computerizzati. Nel 2006, l'11% dei canadesi ha utilizzato mezzi pubblici per raggiungere il luogo di lavoro. Invece chi vi si reca in auto è il 72.3%, mentre il 6.4% vi va a piedi, e un 1.3% utilizza la bicicletta.  In generale il Canada ha dati sul trasporto pubblici di quasi due/tre volte migliori rispetto a città statunitensi di pari dimensioni.

### Metropolitane
Questa è la lista delle sei reti di metropolitane del Canada: sono a Toronto, Montréal, Calgary, Vancouver, Edmonton, e infine a Ottawa.
| Località                       | Nome                        | Utenti giornalieri | Km di rete |
| ------------------------------ | --------------------------- | ------------------ | ---------- |
| Toronto, Ontario               | Subway                      | 1.211.300          | 68,3 km    |
| Montréal, Québec               | metro or métro              | 835.000            | 65,33 km   |
| Calgary, Alberta               | C-Train                     | 271.100            | 44,8 km    |
| Vancouver, Columbia Britannica | SkyTrain                    | 220.000            | 49,5 km    |
| Edmonton, Alberta              | Edmonton Light Rail Transit | 42.000             | 12,9 km    |
| Ottawa, Ontario                | O-Train                     | 10.000             | 8 km       |

### Sistemi ferroviari computerizzati
Questi mezzi sono in uso a Montréal, Toronto e a Vancouver.
| Località                       | Compagnia                          | Utenti giornalieri | Km di rete |
| ------------------------------ | ---------------------------------- | ------------------ | ---------- |
| Montréal, Québec               | Agence métropolitaine de transport | 32.900             | 204,4 km   |
| Toronto, Ontario               | GO Transit                         | 175.500            | 531,4 km   |
| Vancouver, Columbia Britannica | West Coast Express                 | 8.400              | 69 km      |

## Storia

### Contatto con gli Europei
I primi coloni ed esploratori europei introdussero in Canada l'uso della ruota presso le popolazioni autoctone, che fino ad allora si muovevano con le canoe, con i kayak, piccole barche, in aggiunta alle slitte nei rigidi mesi invernali. Gli europei utilizzarono molti di questi mezzi di trasporto per esplorare l'interno del paese, fino a poter navigare senza problemi grazie da corsi d'acqua come il San Lorenzo fino alla Baia di Hudson.
Nel corso dell'Ottocento e nei primi anni del Novecento su terra i trasporti si basavano sull'uso del cavallo e di animali da soma. Invece per mare venivano utilizzate canoe oppure barche a vela. Con queste tecnologie si potevano percorrere circa in un'ora dagli 8 ai 15 chilometri.
I primi insediamenti si trovavano tutti lungo le sponde di un fiume. Allora i prodotti agricoli di base erano deperibili, e i centri commerciali più vicini si trovavano a meno di 50 chilometri di distanza. Le aree rurali si sviluppavano intorno ad alcuni piccoli villaggi, distanti circa 10 chilometri. Comunque verso la fine dell'Ottocento la svolta arrivò, con i primi progetti di ferrovia, un'innovazione che avrebbe aiutato a collegare le località dell'enorme Canada. Le ferrovie collegarono anche i centri urbani, in modo tale che il viaggiatore si potesse anche fermare durante la notte presso dei Railway Hotel in città. Per attraversare il paese erano necessari dai quattro ai cinque giorni, in quanto le automobili ancora non erano state inventate. La gente viveva in generale entro cinque miglia dal centro urbano più vicino, così che il treno potesse essere utilizzato per viaggi extraurbani, mentre il tram per il pendolarismo.
A rivoluzionare ancora i viaggi sulla lunga distanza, ci fu anche la Trans-Canada Highway, completata nel 1963, che permette con maggior velocità di raggiungere l'altro capo del paese.

### Evoluzione
(The Canada Year Book 1956)
Il Dipartimento Federale dei Trasporti stabilì il 2 novembre del 1936 di incaricarsi della gestione delle ferrovie, dei canali, dei porti, dell'aviazione civile, e della meteorologia. Il Transportation Act del 1938 e il successivo Railway Act invece regolarono i diritti e i doveri dei dirigenti dei vari settori dei trasporti. La Royal Commission on Transportation fu creata il 29 dicembre 1948, per esaminare i servizi dei trasporti di tutto il Canada, e per cercare anche di favorire le regioni meno sviluppate.